# Sevenig (Our)
Sevenig (Our) è un comune di 61 abitanti della Renania-Palatinato, in Germania.

Appartiene al circondario (Landkreis) Eifelkreis Bitburg-Prüm (targa BIT) ed è parte della comunità amministrativa (Verbandsgemeinde) di Arzfeld.